# Refia Sultan (figlia di Abdülmecid I)
Refia Sultan (turco ottomano: رفعیه سلطان, lett. "colei che ascende"; Istanbul, 7 febbraio 1842 – Istanbul, 4 gennaio 1880) è stata una principessa ottomana, figlia del sultano Abdülmecid I e della consorte Gülcemal Kadin, e sorella del sultano Mehmed V.

## Origini
Refia Sultan nacque il 7 febbraio 1842 a Istanbul, nel Palazzo Beşiktaş, insieme a sua sorella gemella, Hatice Sultan, morta neonata. Suo padre era il sultano ottomano Abdülmecid I e sua madre una delle sue consorti, Gülcemal Kadin. Aveva una sorella maggiore, Fatma Sultan, un fratello minore, Mehmed V Reşad, e una sorella minore, Rukiye Sultan, morta neonata. 
Nel 1851 rimase orfana di madre e venne adottata, con sua sorella e suo fratello, da Servetseza Kadin, Prima Consorte di Abdülmecid, che non aveva figli suoi.
Abdülmecid volle per tutti i suoi figli e figlie una formazione di alto livello e il più possibile completa, che comprendesse sia materie tradizionali, fra cui studi coranici, che occidentali. La formazione di Refia iniziò nel 1847. Seguiva le lezioni insieme al fratello Şehzade Mehmed Reşad, ai fratellastri Şehzade Abdülhamid e Şehzade Murad, alla sorella Fatma Sultan e alla sorellastra Cemile Sultan.
Studiò, fra le altre materie, arabo, persiano e francese (diventata la lingua franca dell'era Tanzimat). Studiò anche musica tradizionale e occidentale e prese lezioni di pianoforte da una donna italiana, Teresa Romano. 

## Matrimonio
Il 22 febbraio 1854, a dodici anni, venne promessa in sposa a Mahmud Edhem Paşah, figlio di Mehmed Ali Paşah e della sua prima moglie. Mehmed Ali era a quel tempo sposato con la sua seconda moglie, Adile Sultan, zia di Refia.
Il matrimonio venne celebrato tre anni dopo, il 21 luglio 1857, a Palazzo Topkapi. Una donna europea, la baronnessa Durand de Fontmagne, ospite a Istanbul, scrisse che i doni di nozze includevano più di cinquecento vasi di porcellana di Dresda e cinese, ognuno dei quali pieno di cibo di lusso.
Alla coppia venne assegnata come residenza il Palazzo Defterdarburnu. Fra le sue dame di compagnia c'era Meyliservet Hanim, che sarebbe poi diventata una delle consorti del fratellastro di Refia, Murad V.
Il matrimonio, che produsse una figlia morta infante, fu infelice. I due litigavano continuamente. Nelle sue lettere ai parenti Refia sottintende che il marito la tradisse o almeno avesse un atteggiamento troppo disinvolto con le ragazze, mentre Mahmud trovava insopportabile il carattere della moglie e le sue spese eccessive, inoltre accusava Refia, che soffriva di cisti ovariche, della mancanza di figli e riteneva di essere stato ingannato con quel matrimonio, non essendo stato informato della malattia della moglie. Refia scrive che il marito odiava che si lamentasse del dolore che provava e che non le dava alcun supporto nella malattia.
Refia, forse a causa del fatto di essere lei stessa malata, fu molto vicina alla sua sorellastra Behice Sultan, che aveva contratto la tubercolosi da bambina e viveva in isolamento. Refia inviò sempre a Behice lettere affettuose per tirarla su di morale, anche quando sapeva che la sorella era ormai in punto di morte.

## Morte
A causa della sua malattia, che era peggiorata dopo il 1875, Refia subì diversi interventi chirurgici. Morì una settimana dopo l'ultimo, il 4 gennaio 1880, a trentotto anni. Venne sepolta accanto alla sua madre naturale, Gülcemal Kadin, nella Yeni Cami. 

## Discendenza
Dal suo matrimonio, Refia ebbe una figlia morta da bambina:
- Fülane Hanımsultan (? - 1868)

## Personalità
Refia era conosciuta come una persona generosa e di buon cuore, ma eccessiva in tutto e terribilmente spendacciona, caratteristica che le venne continuamente rimproverata sia dal padre che dal marito.
In un'occasione, durante la festa Id al-adha, distribuì pecore e montoni ai suoi servi e durante la guerra russo-turca offrì aiuto ai soldati e ai profughi.
Tuttavia, queste azioni, che pure le valsero l'Ordine della Carità, passavano in secondo piano rispetto ai suoi spaventosi debiti. 
Coerentemente allo stile di vita del periodo, Refia amava il lusso, in particolare quello occidentale, molto di moda in quegli anni grazie all'arrivo di numerose donne europee, in viaggio coi mariti per lavoro o piacere. Sebbene fossero molte le donne della dinastia che in quel periodo vivevano al di sopra dei loro mezzi Refia le superava quasi tutte, indebitandosi continuamente per acquistare abiti francesi dei marchi più prestigiosi, gioielli europei, carrozze, mobilio e altri beni di lusso sia turchi che europei. Faceva acquisti tramite la sua insegnante di francese, Marie Tirard. Oltre a ciò, pagava alte somme per mantenere due fotografi ufficiali, Abdullah Fréres e Vasilaki Kargopoulo, e per commissionare a numerosi rinomati artisti dipinti di varie dimensioni e disegni a carboncino.

## Onorificenze
- Ordine della Carità, 1ª classe